# Philadelphus maculatus
Philadelphus maculatus är en hortensiaväxtart som först beskrevs av C. L. Hitchcock, och fick sitt nu gällande namn av Shiu Ying Hu. Philadelphus maculatus ingår i släktet schersminer, och familjen hortensiaväxter. Inga underarter finns listade i Catalogue of Life.